# Merritt Giffin
Merritt Hayward Giffin (Lockport, Illinois, 20 d'agost de 1887 – Joliet, Illinois, 11 de juliol de 1911) va ser un atleta estatunidenc que va competir a primers del segle xx.
El 1908 va prendre part en els Jocs Olímpics de Londres, on disputà la prova del llançament de disc del programa d'atletisme. En ella hi guanyà la medalla de plata, amb un millor llançament de 40,70 metres, a 19 cm del vencedor Martin Sheridan.
El 1910 guanyà el títol nacional disc de l'AAU.